# Barton (Preston)
Pour les articles homonymes, voir Barton.
Barton est un village et une paroisse civile du Lancashire, en Angleterre.